# Unione Sportiva Cremapergo 1908 1998-1999
Questa pagina raccoglie le informazioni riguardanti l'Unione Sportiva Cremapergo 1908 nelle competizioni ufficiali della stagione 1998-1999.

## Rosa
| N. |                   | Ruolo | Calciatore         |
| -- | ----------------- | ----- | ------------------ |
|    | Italia (bandiera) | A     | Gaetano Abbattista |
|    | Italia (bandiera) | D     | Antonio Altamura   |
|    | Italia (bandiera) | A     | Christian Araboni  |
|    | Italia (bandiera) | P     | Andrea Artich      |
|    | Italia (bandiera) | C     | Graziano Beltrami  |
|    | Italia (bandiera) | D     | Simone Berardi     |
|    | Italia (bandiera) | A     | Luca Bertarelli    |
|    | Italia (bandiera) | D     | Nicola Borra       |
|    | Italia (bandiera) | D     | Fabio Calcaterra   |
|    | Italia (bandiera) | D     | Fabio Caselli      |
|    | Italia (bandiera) | C     | Fabio Caserta      |
|    | Italia (bandiera) | C     | Ernestino Cichella |
|    | Italia (bandiera) | C     | Paolo Coppola      |
|    | Italia (bandiera) | C     | Luciano De Paola   |
|    | Italia (bandiera) | C     | Mirko Domini       |

| N. |                   | Ruolo | Calciatore             |
| -- | ----------------- | ----- | ---------------------- |
|    | Italia (bandiera) | D     | Dario Dossi            |
|    | Italia (bandiera) | D     | Christian Forlani      |
|    | Italia (bandiera) | P     | Ivan Gamberini         |
|    | Italia (bandiera) | A     | Andrea Gioia           |
|    | Italia (bandiera) | A     | Andrea Lo Russo        |
|    | Italia (bandiera) | A     | Alessandro Marcandalli |
|    | Italia (bandiera) | C     | Marco Pedretti         |
|    | Italia (bandiera) | D     | Maurizio Piccalunga    |
|    | Italia (bandiera) | A     | Sergio Piovanelli      |
|    | Italia (bandiera) | A     | Gianluca Procopio      |
|    | Italia (bandiera) | A     | Roberto Simonetta      |
|    | Italia (bandiera) | C     | Marco Steffani         |
|    | Italia (bandiera) | D     | Alessandro Tacconi     |
|    | Italia (bandiera) | D     | Roberto Tedoldi        |
|    | Italia (bandiera) | C     | Pierfabio Viola        |